# Johann Jakob Schäfer
Johann Jakob Schäfer (* 4. Oktober 1749 in Seltisberg, Kanton Basel-Landschaft; † 4. Mai 1823 in Liestal) war ein Schweizer Vermessungsgeometer, Wasserbaumeister und Politiker.

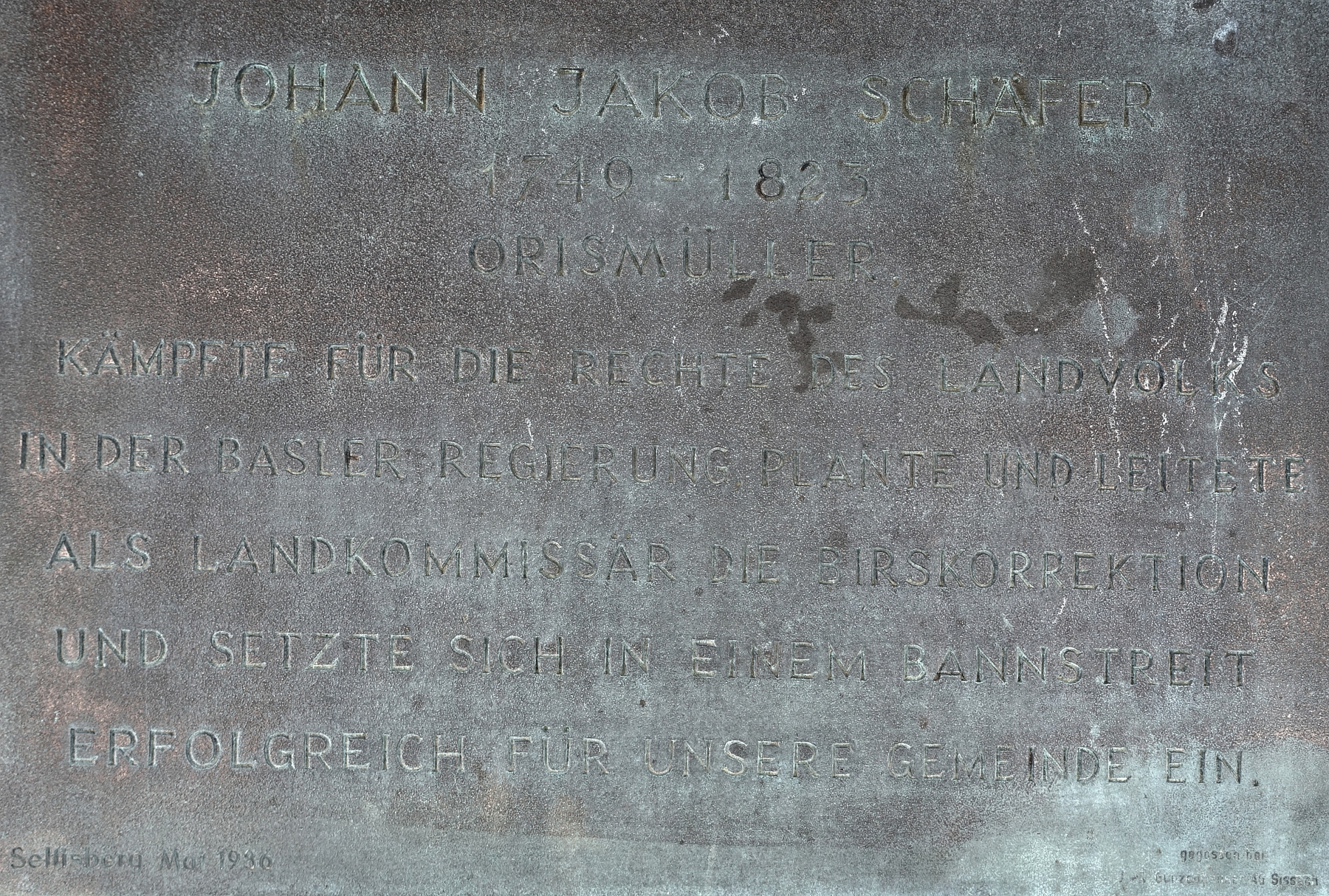
Inschrift für Johann Jakob Schäfer

## Leben und Werk
Schäfer galt seit frühester Jugend als äusserst begabt. Sein Vater war Landwirt und erwarb für ihn 1767 die Orismühle in Seltisberg. Nach einer einjährigen Müllerlehre in der St.-Alban-Mühle im St.-Alban-Tal in Basel übernahm Schäfer die Orismühle. Durch seinen Lehrmeister und durch Selbststudium eignete sich Schäfer insbesondere auch Kenntnisse in der Mathematik und in der Nutzung der Wasserkräfte an. Als Gehilfe bei der Vermessung half er mit, Triangulationspunkte aufzustellen, und er hielt sein Wissen auch in einer Art «Lehrbuch» fest. Schäfer leistete zudem bei der Basler Miliz als Wagenmeister der Artillerie Militärdienst. Erster Hauptmann in Schäfers Kompanie war Wilhelm Haas-Münch, zweiter Hauptmann Samuel Ryhiner.
Schäfer heiratete am 3. Mai 1773 die aus Liestal stammende Ursula, geborene Gysin (1750–1821). Zusammen hatten sie zwölf Kinder und betrieben bis 1820 erfolgreich die Orismühle in Seltisberg, die von seinem Sohn Friedrich weitergeführt wurde.
Schäfer war zusammen mit dem aus Benken stammenden Holzhändler, Staatsrat und Oberst Hans Georg Stehlin (1760–1832) und dem aus Liestal stammenden Uhrmacher Wilhelm Hoch (1750–1826) Wortführer des Landvolks in der Basler Revolution. Ab 1794 bezeichnete sich Schäfer mit dem Titel eines Geometers.
Schäfer unterbreitete am 6. Januar 1798 dem Basler Kaufmann und Bürgermeister Andreas Buxdorf (1740–1815) im Rahmen der Basler Revolution 1798 ein Schreiben mit den Forderungen der Landschaft, in welchem er die gleichen Rechte und Pflichten der Städter auch für das Landvolk verlangte. Schäfer wurde Mitglied der helvetischen Nationalversammlung und gehörte von 1798 bis 1803 der Basler Regierung sowie von 1803 bis 1806 dem Basler Kleinen Rat an. In der Folge wurde er in die gemeinsame Behörde von Stadt und Land, in die Nationalversammlung, gewählt und anschliessend als Beamter in die eidgenössische Helvetik. Er wurde am 14. Mai 1806 vom Basler Kleinen Rat zum kantonalen Feldmesser (heute Kantonsgeometer) berufen. Zudem hatte er den Wasser- und Strassenbau zu betreuen. In diesen Tätigkeiten amtete er von 1806 bis 1823.

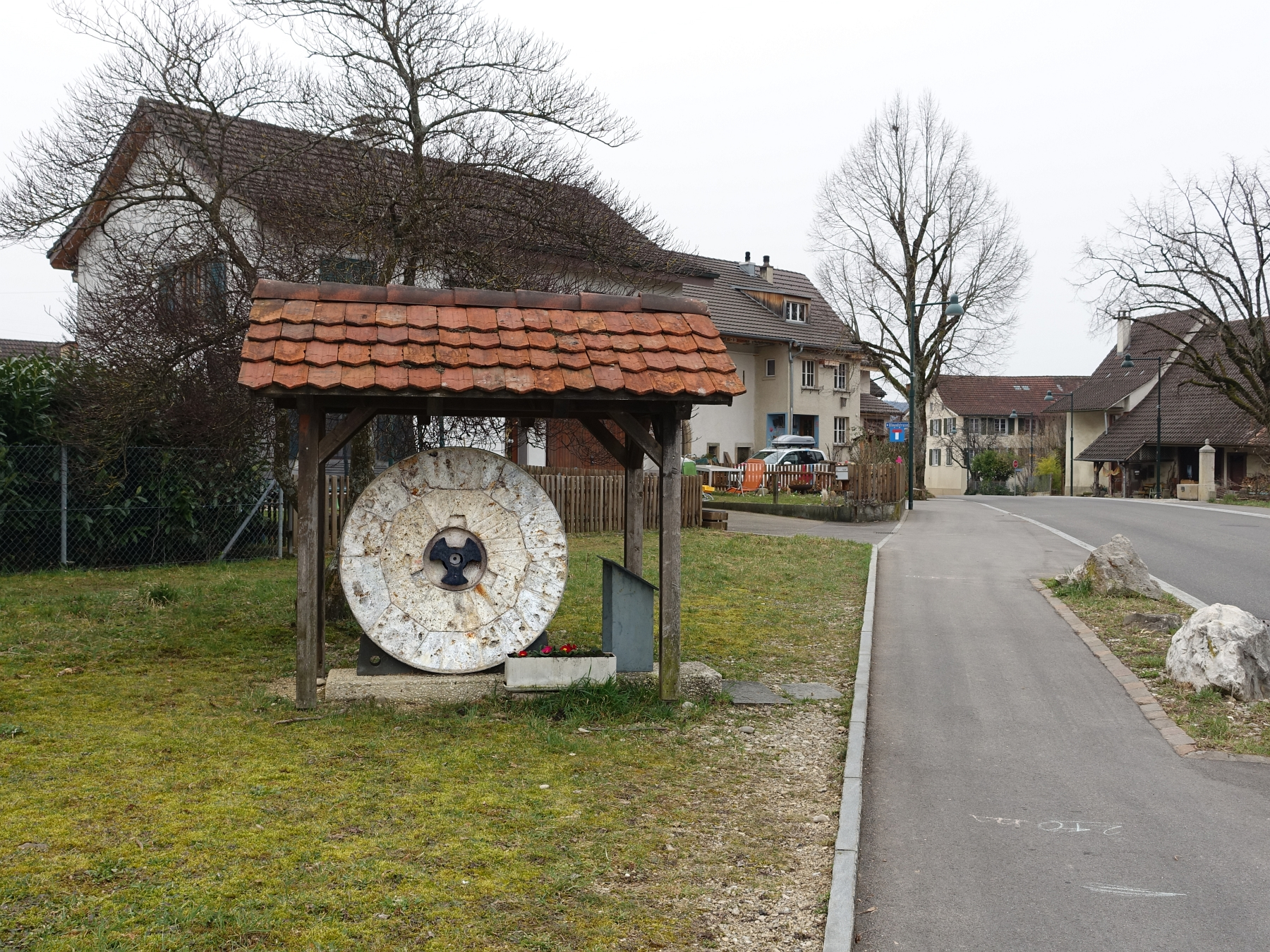
Gedenkstätte für Johann Jakob Schäfer in Seltisberg

Schäfer schlichtete u. a. 1809 einen Grenzstreit zwischen der Stadt Liestal und der Gemeinde Seltisberg. Der Originalplan aus dem Jahr 1809 wird in der Gemeindeverwaltung Seltisberg aufbewahrt und zeigt die alten und die neuen Gemeindegrenzen auf. Auf einer Studienreise an die Linth lernte Schäfer das Neuste über die Wasserbautechnik von Hans Conrad Escher und Johann Gottfried Tulla.
Schäfer plante und leitete ab 1810 die Melioration der Birs mit Wehr- und Wasserbauten von der Mündung nach dem Birsköpfli in den Rhein bis zur Brücke beim Schloss Angenstein. Dadurch wurde das Gebiet von den früheren Birs-Hochwassern befreit. Die Verbauung des Flusses kann als das Hauptwerk von Schäfer bezeichnet werden. Einige weitere Wasserbau-Pläne betreffen die Flüsse Wiese, Ergolz und Frenke. Schäfer forderte 1807 eine Katastervermessung des Kantons Basel, die jedoch erst ab 1818 in Angriff genommen wurde.
Im Alter von 70 Jahren versuchte Schäfer, die Orismühle auf dem Globus zu positionieren. Zu ihrer Positionsbestimmung brauchte er nicht etwa ein kompliziertes Instrumentarium, sondern vermutlich nur eine Messlatte, einen Senkel und eine Wasserwaage. Nach dem Tod seiner Frau 1821 zog Schäfer nach Liestal zu seinem Sohn und dessen Frau und verstarb wenige Tage nach seinem berühmten Wasserbaukollegen Hans Conrad Escher am 4. Mai 1823.
Zu Schäfers 150. Todestag wurde am 4. Mai 1973 eine Gedenkschrift als Sonderdruck der Baselbieter Heimatblätter veröffentlicht. 1986 wurde eine Gedenkstätte in Form eines Mühlesteins mit einer Gedenktafel auf der Allmend beim Eingang in den alten Dorfkern von Seltisberg eingeweiht.